# بلوگورسک، استان آمور

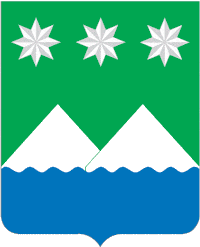
نشان شهر بلوگورسک.

بلوگورسک (به روسی: Белого́рск) شهری است در استان آمور روسیه.
این شهر در کنار رود توم که از شاخه‌های رود زیا است قرار گرفته‌است.
جمعیت بلوگورسک در سرشماری سال ۲۰۰۵ میلادی ۶۷٬۴۰۰ نفر بود.
بلوگورسک از مراکز تولید مواد غذایی و مصالح ساختمانی است و راه آهن سراسری سیبری از آن می‌گذرد.
اجزای مهمی از ناحیه نظامی خاور دور روسیه و به طور اخص، مقرهای سپاه ۳۵ام و لشکر تفنگدار موتوریزه گارد ۲۱ام در بلوگورسک قرار دارد.